# Глазница
Глазница (лат. orbita) — парная полость в черепе, содержащая глазное яблоко с его придатками.
У взрослого человека объём орбиты в среднем составляет 30 мл, из которых 6,5 мл занимает глазное яблоко.

## Анатомия
Орбиты — пирамидальные впадины, имеющие основание, вершину и четыре стенки.
Основание, обращённое кнаружи черепа, имеет четыре края; верхний край образован лобной костью, нижний — верхней челюстью и скуловой костью, медиальный — лобной, слёзной костями и верхней челюстью, латеральный — скуловой и лобной костями.
Вершина орбиты лежит у медиального края верхней глазничной щели и переходит в канал зрительного нерва.
Крыша (верхняя стенка) глазницы сформирована глазничной частью лобной и малым крылом клиновидной кости; дно (нижняя стенка) — глазничной поверхностью верхней челюсти, скуловой кости и глазничным отростком перпендикулярной пластинки нёбной кости; латеральная стенка (наиболее толстая и прочная) — глазничными поверхностями большого крыла клиновидной кости, лобного отростка скуловой кости и частью скулового отростка лобной кости; медиальная — глазничной пластинкой решетчатой кости, лобным отростком верхней челюсти, слёзной костью, телом клиновидной кости и (частично) лобной костью.

### Сообщение с полостями черепа
В области вершины орбиты находится зрительное отверстие (начало зрительного канала, ведущего в полость черепа), через которое проходят зрительный нерв и глазничная артерия.
В передних отделах медиальной стенки располагается ямка слёзного мешка, продолжающаяся книзу носослёзным каналом, идущим в полость носа.
Нижняя глазничная щель находится между латеральной и нижней стенками орбиты и ведёт в крыловидно-нёбную и подвисочную ямки. Через неё из орбиты выходит одна из двух ветвей нижней глазничной вены (вторая впадает в верхнюю глазничную вену), анастомозирующая с крыловидным венозным сплетением, а также входят нижнеглазничные нерв и артерия, скуловой нерв и глазничные ветви крылонёбного узла.
Через верхнюю глазничную щель, ведущую в среднюю черепную ямку, проходят глазодвигательный (лат. n. oculomotorius), отводящий (лат. n. abducens) и блоковидный (лат. n. trochlearis) нервы, а также первая ветвь тройничного нерва (лат. r. ophthalmicus n. trigemini). Здесь же проходит верхняя глазничная вена, являющаяся основным венозным коллектором глазницы.

### Анатомические структуры орбиты
Орбита содержит глазное яблоко с его оболочками, связочный аппарат, сосуды, нервы, мышцы и слёзную железу, окружённые жировой клетчаткой. Спереди (при сомкнутых веках) орбита ограничивается тарзоорбитальной фасцией, вплетающейся в хрящ век и срастающейся с надкостницей по краю орбиты. Слёзный мешок располагается кпереди от тарзоорбитальной фасции и находится вне полости глазницы.

## Изображения

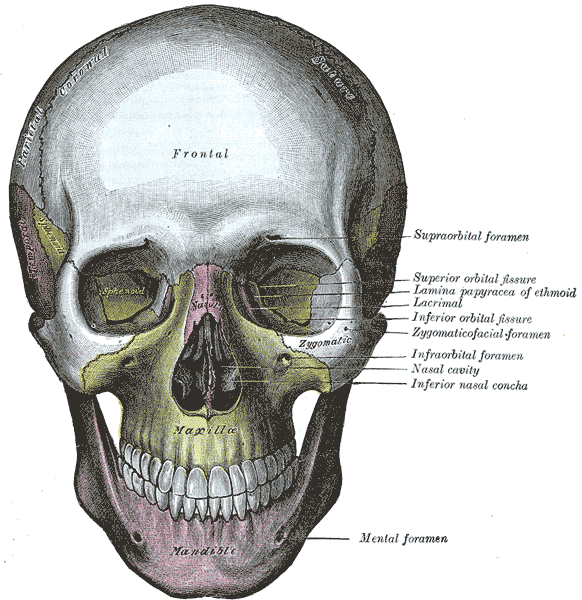
Череп спереди.
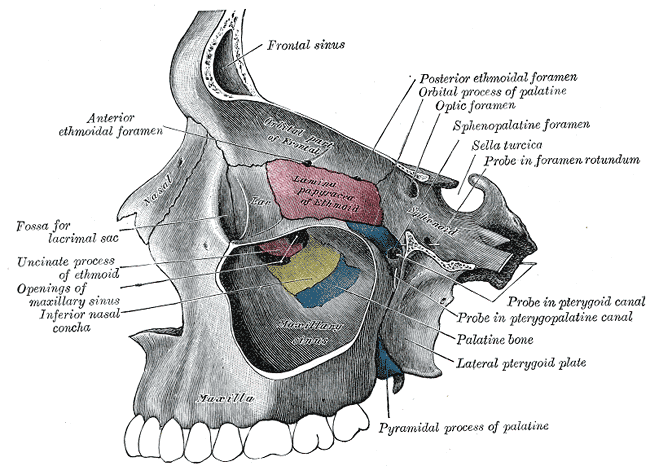
Медиальная стенка левой орбиты.
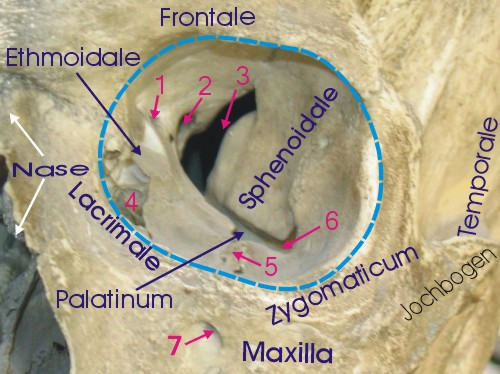
Анатомия орбиты.